# Église Saint-Étienne d'Arvert
Pour les articles homonymes, voir Église Saint-Étienne et Saint-Étienne (homonymie).
L’église Saint-Étienne est une église paroissiale située à Arvert en Charente-Maritime.

## Histoire
Cet édifice semble avoir des origines très anciennes, peut-être immédiatement postérieures aux grandes invasions normandes. Néanmoins, soit par mode, soit par nécessité, il fut reconstruit vers le XIIe siècle dans le style roman qui fleurissait alors partout dans la région. De cette époque subsistent deux beaux massifs de sept colonnes encadrant les angles de la façade et faisant office de contreforts. Chaque colonne est surmontée d'un chapiteau à la décoration assez fruste.
Une sculpture, située à l'angle sud de la façade, semble représenter un guerrier que certains assimilent à un guerrier viking, ce qui n'est pas attesté.

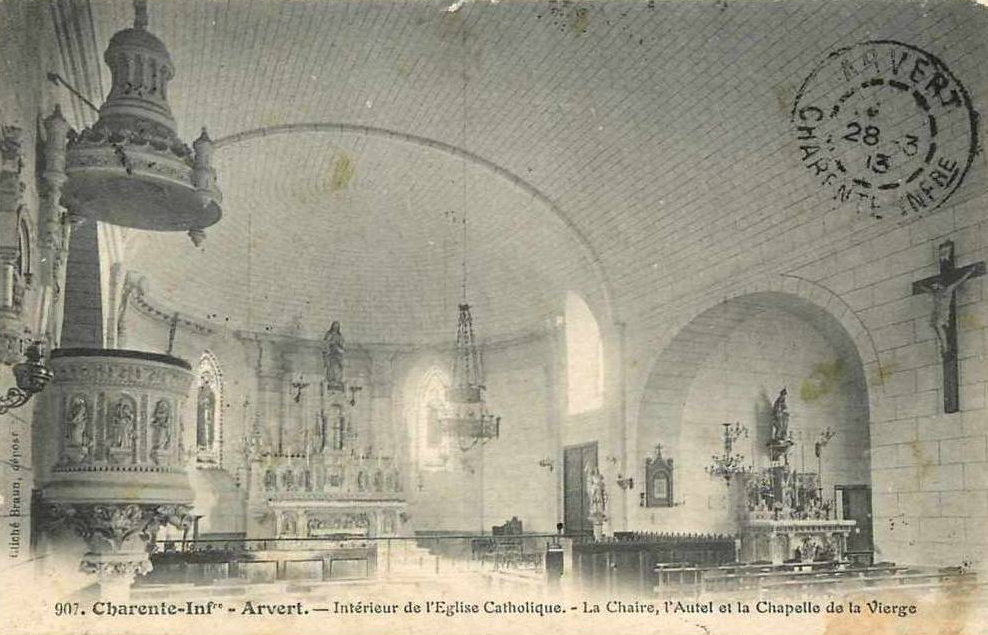
L'intérieur de l'église en 1913.

L'église eut beaucoup à souffrir des guerres de Religion : presque entièrement détruite en 1568, elle n'est relevée qu'en 1683 sous l'impulsion de l'abbé Jean de Lafargue. Reconstruction très sommaire : dès le XIXe siècle il devient nécessaire de consolider le monument. En 1845, l'église est pourvue d'un élégant clocher carré, surmonté d'une flèche en ardoise, et les murs sont surhaussés. Deux petites chapelles sont adjointes à la nef, donnant à l'église le plan d'une croix latine. Le chœur est restauré en 1890. Il conserve un mobilier datant essentiellement du XVIIIe siècle. La nef, bien proportionnée, conserve quelques graffitis représentant des navires.
Sur le parvis de l'église, on peut admirer un puits datant de 1727, commandé par l'archiprêtre de la paroisse Alexandre de Lafargue. Il se situait autrefois dans le parc du presbytère et ne fut réédifié à son emplacement actuel qu'en 1990.
L'Eglise est fermée au public en 2021 pour risque d'effondrement. Début 2024, le plafond du transept droit s'est écroulé révélant une charpente en mauvais état. L'ensemble de la voute en plâtre à été détruite, mais l'édifice semble présenter une fragilité structurelle d'ampleur. Depuis, une campagne de mécénat a été lancée avec l'aide de la Fondation du patrimoine afin de restaurer l'Eglise.